# Riserva naturale speciale dell'Isolone di Oldenico
La riserva naturale speciale dell'Isolone di Oldenico è un'area naturale protetta della regione Piemonte istituita nel 1978.
Occupa una superficie di 52 ha nella provincia di Vercelli.